# Coleoxestia semipubescens
Coleoxestia semipubescens es una especie de escarabajo longicornio del género Coleoxestia, tribu Cerambycini, subfamilia Cerambycinae. Fue descrita científicamente por Melzer en 1923.

## Descripción
Mide 28 milímetros de longitud.

## Distribución
Se distribuye por Brasil y Paraguay.